# ابراهیم‌آباد (ماه‌نشان)
ابراهیم‌آباد یک روستا در ایران است که در دهستان قلعه‌جوق واقع شده‌است. ابراهیم‌آباد ۳۵۸ نفر جمعیت دارد.